# Верблюдка отклонённая
Верблюдка отклонённая, или наклонённая, или повислая (лат. Corispermum declinatum) — вид травянистых растений рода Верблюдка (Corispermum) семейства Амарантовые (Amaranthaceae).

## Ботаническое описание
Однолетнее травянистое растение, гладкое, лишь в соцветии слегка пушистое, обычно красноватое, с сильно ветвистым от самого основания стеблем, имеющее вид почти шаровидного кустика 30—50 см в поперечнике. Листья узколинейные или почти нитевидные, острые, 1,5—5 см длиной и 0,5—1(2) мм шириной.
Колосья тонкие и длинные, негустые, 5—12 см длиной. Прицветные листья ланцетовидные, острые, 6—10 мм длиной и 2—2,5 мм шириной, при плодах обычно гладкие и красноватые, по краям с широкой беловато-плёнчатой каймой. Околоцветник плёнчатый, обычно из 1, в верхней части зазубренного или надрезанного листочка. Тычинок в числе 1—5, в 1½—2 раза длиннее листочков околоцветника. Плод овальный с тупо-треугольной верхушкой, 3—4 мм длиной и 1,3—2 мм шириной, с узкой непрозрачной каймой равной ⅓—⅛ ширины ядрышка плодика, спереди выпуклый, сзади вогнутый, гладкий, матовый, оливковый.

## Распространение и экология
Европейская часть России (юго-восток), Сибирь (юг) и Центральная Азия. Встречается в степях и на окраинах степных лесов, на песчаных склонах, в посевах и на залежах. Образует перекати-поле: взрослые кустики легко срываются ветром и разносятся по степи, при этом они ещё более округляются; в овражках, около речек, такие шары скопляются иногда в значительном количестве.